# Campeonato Uruguayo de Primera División Amateur 2024
El Campeonato Uruguayo de Primera División Amateur 2024 fue el 108º torneo de tercera categoría organizado por la AUF, correspondiente al año 2024. El mismo comenzó el 22 de junio y finalizó el 30 de diciembre de ese año. Esta edición marca el retorno de Lito a la tercera categoría del fútbol uruguayo luego de 79 años. Además, se destaca la vuelta de Frontera Rivera a los torneos oficiales de la AUF, tras su última participación en el año 2000.

## Sistema de disputa[2]
El campeonato estuvo compuesto por el Torneo Apertura y el Torneo Clausura, y sus eventuales finales o desempates. También se empleó una Tabla Anual para definir el campeón y el régimen de ascensos, que solamente incluyó los partidos disputados en las fases regulares de los torneos.

### Torneo Apertura
Los veintiséis equipos se dividieron en cuatro series de cinco integrantes y una serie de seis integrantes, dentro de las cuales competirán todos contra todos en partidos de ida y vuelta. En las series de cinco integrantes, los equipos a los que les correspondió tener fecha libre disputarán partidos interzonales frente a un equipo de otra serie que también tuvieron fecha libre, a modo de igualar la cantidad de partidos disputados por todos los equipos en esta fase. Los equipos disponibles de la serie A enfrentaron a los equipos disponibles de la serie B, mientras que los equipos disponibles de la serie C enfrentaron a los equipos disponibles de la serie D.
Cada serie tuvo su tabla de posiciones en forma independiente. De los cinco equipos ganadores de cada serie, los cuatro que hayan obtenido mejor puntaje disputaron las semifinales, a partido único y en cancha neutral. Los ganadores de las semifinales disputaron la final, también a partido único y en cancha neutral, y el ganador de dicha final fue el campeón del Torneo Apertura. Además, los dos mejores ubicados en cada serie y los dos mejores terceros de las cinco series, se clasificaron para el Torneo Clausura.

### Torneo Clausura
Lo conformaron los doce mejores equipos del Torneo Apertura, es decir, los dos primeros de cada serie y los dos mejores terceros.
Se disputó en dos series de seis equipos, dentro de las cuales competirán todos contra todos en partidos a una sola rueda. Los ganadores de cada serie disputaron la final, que se jugó a partido único y en cancha neutral, y el ganador de dicha final fue el campeón del Torneo Clausura.

### Régimen de ascensos
El torneo otorgó dos ascensos directos hacia la Segunda División Profesional y no hubo descensos hacia la Divisional D.

#### Primer y segundo ascenso
El equipo que finalizó en el primer lugar de la Tabla Anual fue el campeón de la presente temporada y consiguió el primer ascenso directo.
El segundo ascenso directo surgió de la siguiente definición:
- Si el campeón de la temporada no hubiese obtenido el Torneo Apertura ni el Torneo Clausura, el mismo se definirá mediante un partido final, a partido único y en cancha neutral, entre los ganadores de ambos torneos.
- Si el campeón de la temporada hubiese obtenido el Torneo Apertura y el Torneo Clausura, el equipo que finalice en el segundo lugar de la Tabla Anual será el que obtenga el segundo ascenso.
- Si el campeón de la temporada hubiese obtenido el Torneo Apertura o el Torneo Clausura, el segundo ascenso resultará:
  - Si se tratase de equipos distintos, mediante una final entre el ganador del Torneo Apertura o el Torneo Clausura que no fuese el campeón de la temporada, y el equipo que finalice en el segundo lugar de la Tabla Anual. Dicho encuentro se disputaría a partido único y en cancha neutral.
  - Si se tratase del mismo equipo, no se disputará partido alguno y éste habrá obtenido el segundo ascenso directo.

## Equipos participantes

### Relevo de plazas
| Club        | Descendido como                    |
| ----------- | ---------------------------------- |
| Bella Vista | 13.° de la tabla del descenso 2023 |
| Potencia    | 14.° de la tabla del descenso 2023 |

| Club | Ascendido como                      |
| ---- | ----------------------------------- |
| Lito | Campeón de la Divisional D AUF 2023 |

| Club            | Última participación en AUF |
| --------------- | --------------------------- |
| Frontera Rivera | Primera División 2000       |

| Club   | Ascendido como                                 |
| ------ | ---------------------------------------------- |
| Colón  | Campeón de la Primera División Amateur 2023    |
| Cooper | Subcampeón de la Primera División Amateur 2023 |

### Información general
| Equipo             | Ciudad           | Estadio de localía              | Capacidad | Fundación                | Temporadas | Temp. Consecutivas | Títulos | Indumentaria    | Forma jurídica | 2023         |
| ------------------ | ---------------- | ------------------------------- | --------- | ------------------------ | ---------- | ------------------ | ------- | --------------- | -------------- | ------------ |
| Alto Perú          | Montevideo       | Víctor Della Valle              | 2.500     | 1 de mayo de 1940        | 53         | 28                 | 1       | Mgr Sport       | AC             | 22°          |
| Artigas            | Artigas          | Matías González                 | 7.000     | 18 de marzo de 1927      | 32         | 10                 | 3       | Borac           | SAD            | 14°          |
| Basáñez            | Montevideo       | La Bombonera                    | 2.000     | 1 de abril de 1920       | 35         | 14                 | 1       | Mgr Sport       | AC             | 3°           |
| Bella Italia       | Montevideo       | Estadio Complejo Rentistas      | 8.232     | 20 de junio de 1984      | 5          | 2                  | –       | Mgr Sport       | SAD            | 4°           |
| Bella Vista        | Montevideo       | José Nasazzi                    | 5.002     | 4 de octubre de 1920     | 9          | 1                  | 3       | Starbade        | AC             |              |
| Canadian           | Montevideo       | Parque Palermo                  | 4.072     | 14 de febrero de 2011    | 9          | 7                  | 1       | Kelme           | AC             | 12°          |
| Central Español    | Montevideo       | Parque Palermo                  | 4.072     | 5 de enero de 1905       | 2          | 2                  | –       | Starbade        | SAD            | 7°           |
| Deportivo Colonia  | Juan Lacaze      | Miguel Campomar                 | 2.500     | 16 de octubre de 1999    | 4          | 4                  | –       | Mgr Sport       | SAD            | 16°          |
| Deportivo Italiano | Montevideo       | Víctor Della Valle              | 2.500     | 20 de septiembre de 1999 | 7          | 3                  | –       | FANÁTICOS       | SAD            | 9°           |
| Durazno            | Durazno          | Cr.José Pedro Damiani           | 8.000     | 22 de noviembre de 2005  | 3          | 3                  | –       | Borac           | SAD            | 8°           |
| Frontera Rivera    | Rivera           | Atilio Paiva Olivera            | 27.135    | 15 de enero de 1998      | 1          | 1                  | –       | Diaza           | SAD            | No participó |
| Huracán            | Montevideo       | Estadio Luis Tróccoli           | 25.000    | 1 de agosto de 1954      | 30         | 7                  | 3       | Mgr Sport       | AC             | 19°          |
| Huracán Buceo      | Montevideo       | Parque Huracán                  | 3.084     | 15 de marzo de 1937      | 20         | 8                  | 1       | MAXPE Sport     | AC             | 15°          |
| Lito               | Montevideo       | Parque ANCAP                    | 1.500     | 24 de julio de 1917      | 7          | 1                  | 1       | Mgr Sport       | AC             |              |
| Los Halcones       | Montevideo       | Parque Huracán                  | 3.084     | 20 de noviembre de 2013  | 10         | 10                 | –       | Breus           | AC             | 23°          |
| Mar de Fondo       | Montevideo       | Estadio Complejo Rentistas      | 8.232     | 25 de agosto de 1934     | 37         | 6                  | 4       | Mgr Sport       | SAD            | 17°          |
| Parque del Plata   | Parque del Plata | Parque El Balneario             | 2.000     | 25 de mayo de 1948       | 36         | 8                  | –       | KDY             | SAD            | 24°          |
| Paysandú           | Paysandú         | Ciudad Deportiva Paysandú F. C. | 1.000     | 7 de marzo de 2003       | 4          | 4                  | –       | Kelme           | SAD            | 20°          |
| Platense           | Montevideo       | Estadio Complejo Rentistas      | 8.232     | 1 de mayo de 1935        | 60         | 16                 | 4       | Mgr Sport       | AC             | 10°          |
| Potencia           | Montevideo       | José Nasazzi                    | 5.002     | 13 de febrero de 2001    | 13         | 1                  | –       | Umbro           | AC             |              |
| Rocha              | Rocha            | Dr. Mario Sobrero               | 5.552     | 1 de agosto de 1999      | 6          | 3                  | 1       | Mgr Sport       | SAD            | 5°           |
| Salto              | Salto            | Juan José Vispo Mari            | 4.000     | 19 de noviembre de 2002  | 4          | 4                  | –       | Kelme           | SAD            | 21°          |
| Salus              | Montevideo       | Parque ANCAP                    | 1.500     | 10 de abril de 1928      | 30         | 13                 | 2       | One Shot        | SAD            | 13°          |
| Terremoto          | Montevideo       | Cr.José Pedro Damiani           | 8.000     | 28 de febrero de 2009    | 3          | 2                  | –       | Under Armour    | SAD            | 18°          |
| Villa Española     | Montevideo       | Obdulio Varela                  | 3.000     | 18 de agosto de 1940     | 25         | 2                  | 5       | Mgr Sport       | AC             | 6°           |
| Villa Teresa       | Montevideo       | Estadio Luis Tróccoli           | 25.000    | 1 de junio de 1941       | 27         | 3                  | 3       | RIBA Sportswear | AC             | 11°          |

Nota: Todos los datos estadísticos corresponden únicamente a los Campeonatos Uruguayos de tercera categoría organizados por la Asociación Uruguaya de Fútbol. Las fechas de fundación de los equipos son las declaradas por los propios clubes implicados.

### Distribución geográfica de los equipos
| Localidad        | Cantidad | Equipos |
| ---------------- | -------- | --- |
| Montevideo       | 18       | Alto Perú, Basáñez, Bella Italia, Bella Vista, Canadian, Central Español, Deportivo Italiano, Huracán, Huracán Buceo, Lito, Los Halcones, Mar de Fondo, Platense, Potencia, Salus, Terremoto, Villa Española, Villa Teresa |
| Artigas          | 1        | Artigas |
| Juan Lacaze      | 1        | Deportivo Colonia |
| Parque del Plata | 1        | Parque del Plata |
| Durazno          | 1        | Durazno |
| Rocha            | 1        | Rocha |
| Paysandú         | 1        | Paysandú |
| Salto            | 1        | Salto |
| Rivera           | 1        | Frontera Rivera |

### Entrenadores
| Equipo             | Entrenador inicial                | Entrenadores sustitutos |
| ------------------ | --------------------------------- | ----------------------- |
| Alto Perú          | José Luis de la Quintana Continúa |                         |
| Artigas            | Carlos Bueno Nuevo                |                         |
| Basáñez            | Sergio Escalzo Nuevo              |                         |
| Bella Italia       | Leandro Silva Nuevo               |                         |
| Bella Vista        | Martín Siri Nuevo                 |                         |
| Canadian           | Osvaldo Streccia Nuevo            |                         |
| Central Español    | Julio César Antúnez Nuevo         |                         |
| Deportivo Colonia  | Fernando Kuyumchoglu Nuevo        |                         |
| Deportivo Italiano | Luis Barbat Nuevo                 |                         |
| Durazno            | Marcos Villano Nuevo              |                         |
| Frontera Rivera    | Darwin Rodríguez Nuevo            |                         |
| Huracán            | Vladimir Torres Continúa          |                         |
| Huracán Buceo      | Pedro Santarcieri Nuevo           |                         |
| Lito               | Heber Méndez Nuevo                |                         |
| Los Halcones       | Fabián Ojeda Nuevo                |                         |
| Mar de Fondo       | Fabián Bauhoffer Nuevo            |                         |
| Parque del Plata   | Jorge Barrios Nuevo               |                         |
| Paysandú           | Uriel Pesce Continúa              |                         |
| Platense           | Mauro Saldarini Nuevo             |                         |
| Potencia           | Javier Barragán Nuevo             |                         |
| Rocha              | Leonardo Rojas Nuevo              |                         |
| Salto              | Álvaro Pastoriza Nuevo            |                         |
| Salus              | Fernando Kanapkis Nuevo           |                         |
| Terremoto          | Marcelo Guerrero Nuevo            |                         |
| Villa Española     | Leonel Pilipauskas Nuevo          |                         |
| Villa Teresa       | Adolfo Barán Nuevo                |                         |

## Torneo Apertura
Comenzó el sábado 22 de junio y lo disputarán los 26 equipos participantes del campeonato.
Los dos mejores ubicados de cada grupo y los dos mejores terceros entre los cinco grupos se clasificarán para el Torneo Clausura. Además, los cuatro mejores primeros entre los cinco grupos disputarán la definición del Torneo Apertura (semifinales y final).
En las series A, B, C, y D, los equipos a los que les correspondiera tener fecha libre disputarán partidos interzonales entre sí, a modo de igualar la cantidad de partidos que tendrán los equipos de la serie E. Todos los equipos culminarán el Torneo Apertura con 10 partidos jugados.

### Sorteo
Se realizó el viernes 7 de junio. Para cada serie se digitó previamente un equipo cabeza de serie que oficie de local en una localidad del interior, a excepción de la Serie E que tendrá a dos equipos del interior y a la Institución Atlética Potencia. 

### Serie A
| Pos. | Equipo          | Pts. | PJ | G | E | P | GF | GC | Dif. |  |
| ---- | --------------- | ---- | -- | - | - | - | -- | -- | ---- |  |
| 1    | Bella Vista     | 20   | 10 | 6 | 2 | 2 | 15 | 8  | +7   |  |
| 2    | Central Español | 17   | 10 | 4 | 5 | 1 | 12 | 8  | +4   |  |
| 3    | Bella Italia    | 15   | 10 | 4 | 3 | 3 | 15 | 8  | +7   |  |
| 4    | Terremoto       | 12   | 10 | 3 | 3 | 4 | 17 | 17 | 0    |  |
| 5    | Paysandú        | 12   | 10 | 3 | 3 | 4 | 10 | 13 | −3   |  |

Actualizado a los partidos jugados el 8 de septiembre de 2024.
 Fuente: AUF

### Serie B
| Pos. | Equipo           | Pts. | PJ | G | E | P | GF | GC | Dif. |  |
| ---- | ---------------- | ---- | -- | - | - | - | -- | -- | ---- |  |
| 1    | Villa Española   | 21   | 10 | 6 | 3 | 1 | 20 | 7  | +13  |  |
| 2    | Artigas          | 20   | 10 | 6 | 2 | 2 | 24 | 6  | +18  |  |
| 3    | Salus            | 7    | 10 | 1 | 4 | 5 | 3  | 15 | −12  |  |
| 4    | Parque del Plata | 6    | 10 | 1 | 3 | 6 | 3  | 21 | −18  |  |
| 5    | Platense         | 5    | 10 | 1 | 2 | 7 | 6  | 22 | −16  |  |

Actualizado a los partidos jugados el 8 de Setiembre de 2024.
 Fuente: AUF

### Serie C
| Pos. | Equipo             | Pts. | PJ | G | E | P | GF | GC | Dif. |  |
| ---- | ------------------ | ---- | -- | - | - | - | -- | -- | ---- |  |
| 1    | Frontera Rivera    | 20   | 10 | 6 | 2 | 2 | 22 | 4  | +18  |  |
| 2    | Basáñez            | 14   | 10 | 4 | 2 | 4 | 9  | 15 | −6   |  |
| 3    | Deportivo Italiano | 12   | 10 | 3 | 3 | 4 | 14 | 8  | +6   |  |
| 4    | Huracán Buceo      | 12   | 10 | 3 | 3 | 4 | 8  | 10 | −2   |  |
| 5    | Alto Perú          | 4    | 10 | 1 | 1 | 8 | 3  | 30 | −27  |  |

Actualizado a los partidos jugados el 8 de Setiembre de 2024.
 Fuente: AUF

### Serie D
| Pos. | Equipo       | Pts. | PJ | G | E | P | GF | GC | Dif. |  |
| ---- | ------------ | ---- | -- | - | - | - | -- | -- | ---- |  |
| 1    | Villa Teresa | 20   | 10 | 5 | 5 | 0 | 13 | 3  | +10  |  |
| 2    | Lito         | 19   | 10 | 6 | 1 | 3 | 16 | 8  | +8   |  |
| 3    | Mar de Fondo | 16   | 10 | 4 | 4 | 2 | 12 | 6  | +6   |  |
| 4    | Salto        | 13   | 10 | 3 | 4 | 3 | 8  | 8  | 0    |  |
| 5    | Canadian     | 6    | 10 | 1 | 3 | 6 | 4  | 17 | −13  |  |

Actualizado a los partidos jugados el 8 de Setiembre de 2024.
 Fuente: AUF

### Serie E
| Pos. | Equipo            | Pts. | PJ | G | E | P | GF | GC | Dif. |  |
| ---- | ----------------- | ---- | -- | - | - | - | -- | -- | ---- |  |
| 1    | Deportivo Colonia | 24   | 10 | 7 | 3 | 0 | 18 | 1  | +17  |  |
| 2    | Durazno           | 23   | 10 | 7 | 2 | 1 | 17 | 5  | +12  |  |
| 3    | Rocha             | 15   | 10 | 4 | 3 | 3 | 13 | 12 | +1   |  |
| 4    | Potencia          | 8    | 10 | 2 | 2 | 6 | 8  | 13 | −5   |  |
| 5    | Huracán           | 6    | 10 | 1 | 3 | 6 | 7  | 18 | −11  |  |
| 6    | Los Halcones      | 6    | 10 | 1 | 3 | 6 | 8  | 23 | −15  |  |

Actualizado a los partidos jugados el 8 de Setiembre de 2024.
 Fuente: AUF
|  | En zona de clasificación a la definición y al Torneo Clausura 2024. |
|  | En zona de clasificación al Torneo Clausura 2024.                   |
|  | En zona de eliminación de la Temporada 2024.                        |

### Calendario Torneo Apertura
- Los horarios corresponden al huso horario de Uruguay: (UTC-3).

|  | Partidos de InterSerie |

| A   | Bella Vista               | 2:1 | Bella Italia       | Estadio José Nasazzi           | 22 de junio | 11:00 | Anibal Vogrinic  |
| B   | Salus FC                  | 0:0 | Parque del Plata   | Parque ANCAP                   | 22 de junio | 11:00 | Rodrigo Navia    |
| E   | Durazno FC                | 4:2 | Huracán FC         | Estadio Cr. José Pedro Damiani | 22 de junio | 14:30 | Augusto Olmos    |
| E   | Rocha FC                  | 0:0 | Deportivo Colonia  | Estadio Mario Sobrero          | 22 de junio | 15:00 | Nicolas Salinas  |
| D   | Lito                      | 0:1 | Mar de Fondo       | Parque ANCAP                   | 22 de junio | 15:00 | Fernando Silva   |
| C-D | Huracán Buceo             | 0:1 | Canadian SC        | Parque Huracán                 | 22 de junio | 15:00 | Carlos Garcilazo |
| B   | Artigas                   | 3:2 | Platense           | Estadio Matías González        | 22 de junio | 16:00 | Fernando Ledesma |
| C   | Frontera Rivera Renegades | 5:0 | Basáñez            | Estadio Atilio Paiva Olivera   | 22 de junio | 19:00 | Marcio Sierra    |
| A-B | Central Español           | 1:1 | Villa Española     | Parque Palermo                 | 22 de junio | 20:30 | Mauricio Roldan  |
| C   | Alto Perú                 | 0:2 | Deportivo Italiano | Parque Palermo                 | 23 de junio | 09:45 | Mathias Espinosa |
| D   | Salto FC                  | 1:1 | Villa Teresa       | Estadio Ernesto Dickinson      | 23 de junio | 11:00 | Roberto Corrales |
| A   | Paysandú FC               | 2:2 | Terremoto          | Ciudad Deportiva de Paysandú   | 23 de junio | 15:00 | Felipe Vikonis   |
| E   | Potencia                  | 2:2 | Los Halcones       | Estadio José Nasazzi           | 24 de junio | 09:45 | Sebastian Diaz   |

| B   | Villa Española  | 0:1 | Parque del Plata  | Obdulio Varela       | 6 de julio | 10:00 | Gonzalo Lopez      |
| B   | Platense        | 0:1 | Salus FC          | Complejo Rentistas   | 6 de julio | 14:00 | Adrian Pereira     |
| D   | Villa Teresa    | 1:0 | Lito              | Luis Troccoli        | 6 de julio | 15:00 | Martin Grecco      |
| A   | Terremoto       | 3:4 | Bella Vista       | Jose Pedro Damiani   | 6 de julio | 15:00 | Sebastian Gonzalez |
| A-B | Paysandú SAD    | 1:1 | Artigas           | CD Paysandu          | 6 de julio | 15:00 | Javier Gonzalez    |
| C   | Huracan Buceo   | 3:1 | Dep. Italiano     | Parque Huracán       | 6 de julio | 15:00 | Ignacio Donato     |
| E   | Rocha           | 2:1 | Potencia          | Mario Sobrero        | 6 de julio | 15:00 | Alexander Pulido   |
| D   | Canadian        | 1:4 | Mar de Fondo      | Parque Palermo       | 6 de julio | 19:30 | Federico Rio       |
| C   | Basáñez         | 2:1 | Alto Perú         | Parque Palermo       | 7 de julio | 10:00 | Silvia Rios        |
| E   | Los Halcones    | 1:1 | Huracán FC        | Parque Huracán       | 7 de julio | 11:00 | Jonathan De Leon   |
| E   | Dep. Colonia    | 0:0 | Durazno           | Alberto Suppici      | 7 de julio | 15:00 | Elias Lorenzo      |
| A   | Central Español | 1:1 | Spo. Bella Italia | Parque Palermo       | 7 de julio | 15:00 | Gonzalo Perez      |
| C-D | Frontera Rivera | 0:1 | Salto             | Atilio Paiva Olivera | 7 de julio | 15:00 | Diego Nisivoccia   |

| C-D | Basáñez          | 0:3 | Villa Teresa    | Parque Palermo           | 13 de julio | 10:00 | Anibal Vogrinic  |
| A   | Bella Vista      | 1:1 | Central Español | Estadio José Nasazzi     | 13 de julio | 11:00 | Felipe Vikonis   |
| B   | Salus            | 2:3 | Villa Española  | Parque Ancap             | 13 de julio | 11:00 | Mathias Espinosa |
| D   | Lito             | 2:1 | Canadian        | Parque Ancap             | 13 de julio | 15:00 | Nicolas Salinas  |
| E   | Dep Colonia      | 3:1 | Potencia        | Alberto Suppici          | 13 de julio | 15:00 | Ignacio Gonzalez |
| B   | Parque del Plata | 0:1 | Artigas         | Estadio Parque del Plata | 13 de julio | 15:00 | Nicolas Vignolo  |
| A-B | Terremoto        | 2:0 | Platense        | José Pedro Damiani       | 13 de julio | 15:00 | Nadia Fuques     |
| E   | Huracán FC       | 1:3 | Rocha FC        | Estadio Luis Troccoli    | 13 de julio | 15:00 | Roberto Corrales |
| A   | Spo Bella Italia | 1:2 | Paysandu SAD    | Complejo Rentistas       | 13 de julio | 15:00 | Rodrigo Navia    |
| C   | Dep Italiano     | 0:0 | Frontera Rivera | Complejo Rentistas       | 13 de julio | 19:00 | Martin Grecco    |
| E   | Durazno          | 5:0 | Los Halcones FC | José Pedro Damiani       | 14 de julio | 10:00 | Mauricio Roldan  |
| C   | Alto Perú        | 0:1 | Huracán Buceo   | Complejo Rentistas       | 14 de julio | 12:00 | Fernando Silva   |
| D   | Mar de Fondo     | 1:1 | Salto FC        | Complejo Rentistas       | 14 de julio | 15:00 | Marcio Sierra    |

| A-B | Bella Vista           | 0:0 | Salus             | Jose Nasazzi              | 20 de Julio | 11:00 | Ignacio González   |
| E   | Potencia              | 0:1 | Durazno           | Jose Nasazzi              | 20 de Julio | 14:30 | Diego Nisivoccia   |
| B   | Parque del Plata      | 1:2 | Platense          | Parque del Plata          | 20 de Julio | 15:00 | Jonathan de León   |
| D   | Mar de Fondo          | 0:1 | Villa Teresa      | Complejo Rentistas        | 20 de Julio | 15:00 | Gonzalo Pérez      |
| E   | Rocha                 | 2:0 | Los Halcones      | Mario Sobrero             | 20 de Julio | 15:00 | Gonzalo López      |
| E   | Huracán FC            | 0:2 | Deportivo Colonia | Luis Troccoli             | 20 de Julio | 15:00 | Nadia Fuques       |
| B   | Artigas               | 1:1 | Villa Española    | Matias Gonzalez           | 20 de Julio | 16:00 | Ignacio Donato     |
| C   | Deportivo Italiano    | 2:1 | Basañez           | Complejo Rentistas        | 20 de Julio | 19:30 | Elías Lorenzo      |
| C-D | Alto Peru             | 0:1 | Lito              | Parque Huracán            | 21 de Julio | 10:00 | Federico Río       |
| A   | Paysandu SAD          | 0:1 | Central Español   | Ciudad Deportiva Paysandu | 21 de Julio | 11:00 | Adrián Pereira     |
| A   | Sportivo Bella Italia | 2:0 | Terremoto         | Complejo Rentistas        | 21 de Julio | 15:00 | Augusto OLmos      |
| C   | Frontera Rivera       | 4:1 | Huracán Buceo     | Atilio Paiva Olivera      | 21 de Julio | 15:00 | Sebastián González |
| D   | Salto                 | 0:0 | Canadian          | Juan Jose Vispo Mari      | 21 de Julio | 15:00 | Sebastián Díaz     |

| E   | Potencia           | 0:0 | Huracán F.C.              | Estadio José Nasazzi | 27 de Julio | 13:30 | Felipe Vikonis   |
| B   | Salus              | 0:2 | Artigas                   | Parque Ancap         | 27 de Julio | 15:00 | Nicolás Salinas  |
| A-B | Bella Italia       | 2:0 | Parque del Plata          | Complejo Rentistas   | 27 de Julio | 15:00 | Fernando Silva   |
| C   | Huracán Buceo      | 0:0 | Basañez                   | Parque Huracán       | 27 de Julio | 15:00 | Martín Grecco    |
| E   | Durazno            | 1:1 | Rocha                     | Jose Pedro Damiani   | 27 de Julio | 15:00 | Ignacio Donato   |
| D   | Canadian           | 1:1 | Villa Teresa              | Parque Palermo       | 27 de Julio | 20:30 | Silvia Ríos      |
| A   | Central Español    | 1:4 | Terremoto                 | Parque Palermo       | 28 de Julio | 10:00 | Marcio Sierra    |
| C   | Alto Peru          | 0:5 | Frontera Rivera Renegades | Parque Huracán       | 28 de Julio | 10:00 | Javier González  |
| B   | Villa Española     | 2:0 | Platense                  | Obdulio Varela       | 28 de Julio | 10:00 | Nicolás Vignolo  |
| C-D | Deportivo Italiano | 1:1 | Mar de Fondo              | Victor Della Valle   | 28 de Julio | 11:00 | Anibal Vogrinic  |
| A   | Bella Vista        | 2:1 | Paysandu SAD              | Estadio José Nasazzi | 28 de Julio | 15:00 | Jonathan de León |
| D   | Lito               | 0:3 | Salto                     | Parque Ancap         | 28 de Julio | 15:00 | Rodrigo Navia    |
| E   | Los Halcones       | 0:1 | Deportivo Colonia         | Parque Huracán       | 28 de Julio | 15:00 | Alexander Pulido |

| C   | Basáñez            | 0:0 | Frontera Rivera | Parque Palermo           | 3 de Agosto | 10:00 | Gonzalo López    |
| D   | Mar de Fondo       | 0:1 | Lito            | Jose Pedro Damiani       | 3 de Agosto | 10:00 | Ignacio González |
| E   | Huracán F.C.       | 0:3 | Durazno FC      | Estadio Luis Troccoli    | 3 de Agosto | 10:00 | Federico Río     |
| B   | Platense           | 0:6 | Artigas         | Complejo Rentistas       | 3 de Agosto | 10:00 | Augusto Olmos    |
| E   | Los Halcones       | 0:2 | Potencia        | Parque Huracán           | 3 de Agosto | 15:00 | Gonzalo Pérez    |
| A   | Bella Italia       | 1:0 | Bella Vista     | Complejo Rentistas       | 3 de Agosto | 15:00 | Roberto Corrales |
| A   | Terremoto          | 2:2 | Paysandu SAD    | Jose Pedro Damiani       | 3 de Agosto | 15:00 | Mauricio Roldán  |
| D   | Villa Teresa       | 0:0 | Salto           | Jose Pedro Damiani       | 3 de Agosto | 15:00 | Elías Lorenzo    |
| C   | Deportivo Italiano | 5:0 | Alto Peru       | Parque Ancap             | 3 de Agosto | 15:00 | Sebastián Díaz   |
| C-D | Canadian           | 0:2 | Huracan Buceo   | Parque Palermo           | 3 de Agosto | 20:00 | Mathías Espinosa |
| A-B | Villa Española     | 1:1 | Central Español | Estadio Obdulio Varela   | 4 de Agosto | 10:00 | Diego Nisivoccia |
| E   | Deportivo Colonia  | 3:0 | Rocha           | Estadio Alberto Suppici  | 4 de Agosto | 15:00 | Carlos Garcilazo |
| B   | Parque del Plata   | 0:0 | Salus           | Estadio Parque del Plata | 5 de Agosto | 11:00 | Nadia Fuques     |

| B   | Salus              | 0:0 | Platense                  | Parque Ancap         | 10 de Agosto | 10:00 | Anibal Vogrinic    |
| A   | Bella Vista        | 1:0 | Terremoto                 | Jose Nassazi         | 10 de Agosto | 11:00 | Ignacio Donato     |
| B   | Parque del Plata   | 0:3 | Villa Española            | Parque del Plata     | 10 de Agosto | 14:30 | Javier Gonzalez    |
| A   | Bella Italia       | 1:1 | Central Español           | Complejo Rentistas   | 10 de Agosto | 15:00 | Gonzalo Lopez      |
| A-B | Artigas            | 0:1 | Paysandu SAD              | Matias Gonzalez      | 10 de Agosto | 15:00 | Marcio Sierra      |
| E   | Huracán FC         | 1:2 | Los Halcones              | Parque Ancap         | 10 de Agosto | 15:00 | Martin Grecco      |
| D   | Lito               | 1:1 | Villa Teresa              | Jose Nasazzi         | 10 de Agosto | 15:30 | Sebastian Gonzalez |
| C   | Deportivo Italiano | 0:0 | Huracán Buceo             | Parque Palermo       | 11 de Agosto | 10:00 | Alexander Pulido   |
| C   | Alto Peru          | 1:3 | Basañez                   | Parque Huracán       | 11 de Agosto | 10:00 | Adrian Pereira     |
| D   | Mar de Fondo       | 0:0 | Canadian                  | Jose Pedro Damiani   | 11 de Agosto | 10:00 | Augusto Olmos      |
| E   | Durazno FC         | 0:1 | Deportivo Colonia         | Jose Pedro Damiani   | 11 de Agosto | 15:00 | Mathias Espinosa   |
| E   | Potencia           | 2:0 | Rocha                     | Parque Ancap         | 11 de Agosto | 15:00 | Fernando Silva     |
| C-D | Salto              | 0:2 | Frontera Rivera Renegades | Juan Jose Vispo Mari | 11 de Agosto | 15:00 | Silvia Rios        |

| A-B | Platense                  | 1:3 | Terremoto          | Parque Ancap         | 17 de Agosto | 10:00 | Gonzalo Perez    |
| C-D | Villa Teresa              | 2:0 | Basañez            | Luis Troccoli        | 17 de Agosto | 15:00 | Federico Rio     |
| B   | Villa Española            | 4:0 | Salus              | Obdulio Varela       | 17 de Agosto | 15:00 | Carlos Garcilazo |
| B   | Artigas                   | 6:0 | Parque del Plata   | Matias Gonzalez      | 17 de Agosto | 15:00 | Felipe Vikonis   |
| C   | Huracán Buceo             | 0:0 | Alto Peru          | Parque Huracán       | 17 de Agosto | 15:00 | Nicolas Vignolo  |
| E   | Rocha                     | 3:1 | Huracán FC         | Mario Sobrero        | 17 de Agosto | 15:00 | Rodrigo Navia    |
| E   | Potencia                  | 0:3 | Deportivo Colonia  | Parque Ancap         | 17 de Agosto | 15:00 | Mauricio Roldan  |
| A   | Paysandu SAD              | 2:0 | Bella Italia       | CDPaysandu           | 17 de Agosto | 19:00 | Nadia Fuques     |
| E   | Los Halcones              | 1:2 | Durazno            | Parque Ancap         | 18 de Agosto | 10:00 | Ignacio Gonzalez |
| D   | Canadian                  | 0:3 | Lito               | Parque Palermo       | 18 de Agosto | 10:00 | Elias Lorenzo    |
| C   | Frontera Rivera Renegades | 0:2 | Deportivo Italiano | Atilio Paiva Olivera | 18 de Agosto | 15:00 | Nicolas Salinas  |
| D   | Salto                     | 0:3 | Mar de Fondo       | Juan Jose Vispo Mari | 18 de Agosto | 15:00 | Jonathan de Leon |
| A   | Central Español           | 1:0 | Bella Vista        | Parque Palermo       | 18 de Agosto | 20:30 | Fernando Ledesma |

| E   | Durazno           | 1:0 | Potencia                  | Cr Jose Pedro Damiani | 23 de Agosto | 09:30 | Marcio Sierra      |
| A-B | Salus             | 0:3 | Bella Vista               | Parque Ancap          | 24 de Agosto | 10:00 | Gonzalo Perez      |
| C   | Basañez           | 1:0 | Deportivo Italiano        | Complejo Rentistas    | 24 de Agosto | 10:00 | Augusto Olmos      |
| D   | Canadian          | 0:2 | Salto                     | Obdulio Varela        | 24 de Agosto | 10:00 | Fernando Silva     |
| C-D | Lito              | 7:1 | Alto Peru                 | Jose Nasazzi          | 24 de Agosto | 11:00 | Alexander Pulido   |
| E   | Deportivo Colonia | 0:0 | Huracán FC                | Juan Gaspar Prandi    | 24 de Agosto | 14:00 | Sebastian Gonzalez |
| A   | Central Español   | 2:0 | Paysandu SAD              | Parque Palermo        | 24 de Agosto | 15:00 | Martin Grecco      |
| B   | Villa Española    | 2:1 | Artigas                   | Obdulio Varela        | 24 de Agosto | 15:00 | Silvia Rios        |
| C   | Huracán Buceo     | 0:2 | Frontera Rivera Renegades | Parque Huracán        | 24 de Agosto | 15:00 | Sebastian Diaz     |
| E   | Los Halcones      | 2:2 | Rocha                     | Parque Ancap          | 24 de Agosto | 15:00 | Anibal Vogrinic    |
| A   | Terremoto         | 1:1 | Bella Italia              | Jose Pedro Damiani    | 24 de Agosto | 15:00 | Mathias Espinosa   |
| D   | Villa Teresa      | 0:0 | Mar de Fondo              | Jose Pedro Damiani    | 24 de Agosto | 19:00 | Javier Gonzalez    |
| B   | Platense          | 1:1 | Parque del Plata          | Complejo Rentistas    | 24 de Agosto | 20:00 | Roberto Corrales   |

| E   | Deportivo Colonia         | 5:0 | Los Halcones       | Campus Alberto Suppici | 14:00 | 7 de setiembre | Rodrigo Navia    |
| A-B | Parque del Plata          | 0:6 | Bella Italia       | Parque del Plata       | 14:30 | 7 de setiembre | Ignacio Gonzalez |
| A   | Paysandu SAD              | 0:2 | Bella Vista        | CDPaysandu             | 15:00 | 7 de setiembre | Federico Rio     |
| B   | Artigas                   | 3:0 | Salus              | Matias Gonzalez        | 15:00 | 7 de setiembre | Mauricio Roldan  |
| C   | Basañez                   | 2:1 | Huracán Buceo      | Parque Palermo         | 15:00 | 7 de setiembre | Fernando Ledesma |
| E   | Rocha                     | 0:1 | Durazno            | Mario Sobrero          | 15:00 | 7 de setiembre | Felipe Vikonis   |
| D   | Salto                     | 0:1 | Lito               | Juan Jose Vispo Mari   | 15:30 | 7 de setiembre | Gonzalo Lopez    |
| C-D | Mar de Fondo              | 2:1 | Deportivo Italiano | Cr Jose Pedro Damiani  | 09:00 | 8 de Setiembre | Diego Nisivoccia |
| B   | Platense                  | 0:3 | Villa Española     | Parque Ancap           | 10:00 | 8 de Setiembre | Elias Lorenzo    |
| C   | Vila Teresa               | 3:0 | Canadian           | Luis Troccoli          | 10:00 | 8 de Setiembre | Jonathan De Leon |
| E   | Huracan FC                | 1:0 | Potencia           | Luis Troccoli          | 15:00 | 8 de Setiembre | Adrian Pereira   |
| C   | Frontera Rivera Renegades | 4:0 | Alto Peru          | Atilio Paiva Olivera   | 15:00 | 8 de Setiembre | Carlos Garcilazo |
| A   | Terremoto                 | 0:3 | Central Español    | Cr Jose Pedro Damiani  | 19:00 | 8 de Setiembre | Nicolas Vignolo  |

#### Playoff
|  | Semifinales | Semifinales       | Semifinales    |                |                   | Final             | Final | Final |  |
|  |             |                   |                |                |                   |                   |       |       |  |
|  |             |                   |                |                |                   |                   |       |       |  |
|  | 1           | Deportivo Colonia | 1              |                |                   |                   |       |       |  |
|  | 1           | Deportivo Colonia | 1              |                |                   |                   |       |       |  |
|  | 4           | Frontera Rivera   | 0              |                |                   |                   |       |       |  |
|  | 4           | Frontera Rivera   | 0              |                | Deportivo Colonia | Deportivo Colonia | 2 (4) |       |  |
|  |             |                   |                |                | Deportivo Colonia | Deportivo Colonia | 2 (4) |       |  |
|  |             |                   | Villa Española | Villa Española | 2 (5)             |                   |       |       |  |
|  | 2           | Villa Española    | Villa Española | Villa Española | 2 (5)             | 0 (3)             |       |       |  |
|  | 2           | Villa Española    |                |                |                   | 0 (3)             |       |       |  |
|  | 3           | Villa Teresa      | 0 (2)          |                |                   |                   |       |       |  |
|  | 3           | Villa Teresa      | 0 (2)          |                |                   |                   |       |       |  |
|  |             |                   |                |                |                   |                   |       |       |  |

#### Semifinales
| 30 de septiembre de 2024 | Deportivo Colonia | 1:0 | Frontera Rivera | Ciudad Deportiva Paysandú FC, Paysandú |  |

| 30 de septiembre de 2024 | Villa Española | 0:0 (3:2 pen.) | Villa Teresa | Parque Palermo, Montevideo |  |

#### Final
| 6 de octubre de 2024 | Deportivo Colonia | 2:2 (4:5 pen.) | Villa Española | Estadio "Gloria de un Pueblo", Juanicó, Canelones |  |

|                             |
| Villa Española              |
| Campeón del Torneo Apertura |

## Torneo Clausura

### Forma de disputa
El Torneo Clausura, lo disputarán 12 equipos, que serán los dos mejores posicionados en la tabla de posiciones de cada serie del Torneo Apertura, así como los dos mejores terceros (en este caso, contemplando todas las series).
El Torneo Clausura se disputará en dos series en régimen a una rueda todos contra todos, de acuerdo al fixture que se sorteará oportunamente, en acuerdo con lo dipuesto en el párrafo siguiente, y al régimen de calendarios de partidos que consta como anexo.
Mediante sorteo, en la Serie A serán includios tres equipos que hubieran obtenido el primer puesto en su respectiva serie del Torneo Apertura; asimismo la integrarán dos equipos que hubieran obtenido el segundo puesto en su respectiva serie del Torneo Apertura, así como un equipo que hubiera obtenido el tercer puesto en su respectiva serie del Torneo Apertura.
Mediante sorteo, en la Serie B serán incluidos dos equipos que hubieran obtenido el primer puesto en su respectiva serie del Torneo Apertura; asimismo la integrarán tres equipos que hubieran obtenido el segundo puesto en su respectiva serie del Torneo Apertura, así como el otro equipo que hubiera obtenido el tercer puesto en su respectiva serie del Torneo Apertura.

### Grupos
| Serie A           | Serie B        |
| ----------------- | -------------- |
| Mar de Fondo      | Bella Vista    |
| Artigas           | Basáñez        |
| Central Español   | Villa Española |
| Frontera Rivera   | Lito           |
| Villa Teresa      | Bella Italia   |
| Deportivo Colonia | Durazno        |

### Serie A
| Pos. | Equipo            | Pts. | PJ | G | E | P | GF | GC | Dif. |  |
| ---- | ----------------- | ---- | -- | - | - | - | -- | -- | ---- |  |
| 1    | Central Español   | 15   | 5  | 4 | 0 | 1 | 11 | 4  | +7   |  |
| 2    | Artigas           | 12   | 5  | 5 | 0 | 0 | 9  | 2  | +7   |  |
| 3    | Mar de Fondo      | 5    | 5  | 1 | 2 | 2 | 4  | 6  | −2   |  |
| 4    | Frontera Rivera   | 4    | 5  | 1 | 1 | 3 | 4  | 6  | −2   |  |
| 5    | Villa Teresa      | 4    | 5  | 1 | 1 | 3 | 8  | 13 | −5   |  |
| 6    | Deportivo Colonia | 2    | 5  | 0 | 2 | 3 | 2  | 7  | −5   |  |

Actualizado a los partidos jugados el 11 de Noviembre de 2024.
 Fuente: AUF
Criterios de clasificación: 1) puntos; 2) diferencia de goles; 3) número de goles marcados.
Notas:
1. ↑  La AUF le adjudicó los 3 puntos a Central Español luego de su encuentro ante Artigas por tener a un integrante del CT inhabilitado.
2. ↑  La AUF le restó los 3 puntos a Artigas luego de su encuentro ante Central Español por tener a un integrante del CT inhabilitado.

|  | En zona de clasificación a la definición. |

### Serie B
| Pos. | Equipo         | Pts. | PJ | G | E | P | GF | GC | Dif. |  |
| ---- | -------------- | ---- | -- | - | - | - | -- | -- | ---- |  |
| 1    | Bella Vista    | 11   | 5  | 3 | 2 | 0 | 6  | 2  | +4   |  |
| 2    | Bella Italia   | 8    | 5  | 2 | 2 | 1 | 5  | 3  | +2   |  |
| 3    | Basáñez        | 7    | 5  | 2 | 1 | 2 | 4  | 4  | 0    |  |
| 4    | Durazno        | 6    | 5  | 2 | 0 | 3 | 4  | 5  | −1   |  |
| 5    | Lito           | 5    | 5  | 1 | 2 | 2 | 2  | 4  | −2   |  |
| 6    | Villa Española | 3    | 5  | 0 | 3 | 2 | 2  | 4  | −2   |  |

Actualizado a los partidos jugados el 11 de Noviembre de 2024.
 Fuente: AUF
Criterios de clasificación: 1) puntos; 2) diferencia de goles; 3) número de goles marcados.
|  | En zona de clasificación a la definición. |

### Calendario Torneo Clausura
- Los horarios corresponden al huso horario de Uruguay: (UTC-3).

| B | Bella Vista       | 1:0 | Basáñez         | Jose Nasazzi           | 12 de octubre | 11:00 | Javier Gonzalez  |
| B | Bella Italia      | 1:1 | Villa Española  | Complejo Rentistas     | 12 de octubre | 18:00 | Sebastian Diaz   |
| B | Durazno           | 1:0 | Lito            | Jose Pedro Damiani     | 12 de octubre | 19:00 | Silvia Rios      |
| A | Mar de Fondo      | 0:1 | Artigas         | Complejo Rentistas     | 13 de octubre | 15:00 | Carlos Garcilazo |
| A | Deportivo Colonia | 0:1 | Frontera Rivera | Campus Alberto Suppici | 13 de octubre | 15:00 | Roberto Corrales |
| A | Villa Teresa      | 1:4 | Central Español | Luis Troccoli          | 13 de octubre | 16:00 | Augusto Olmos    |

| B | Bella Vista     | 2:1 | Durazno           | Jose Nasazzi         | 19 de octubre | 10:00 | Adrián Pereira   |
| B | Lito            | 0:0 | Villa Española    | Jose Nasazzi         | 19 de octubre | 14:30 | Gonzalo Pérez    |
| A | Artigas         | 2:0 | Villa Teresa      | Matías González      | 19 de octubre | 15:00 | Diego Nisivoccia |
| B | Basáñez         | 0:2 | Bella Italia      | Parque Palermo       | 20 de octubre | 11:00 | Nicolás Salinas  |
| A | Mar de Fondo    | 0:0 | Deportivo Colonia | Parque Palermo       | 20 de octubre | 16:00 | Gonzalo López    |
| A | Frontera Rivera | 0:1 | Central Español   | Atilio Paiva Olivera | 20 de octubre | 19:00 | Aníbal Vogrincic |

| B | Bella Italia    | 0:1 | Lito              | Complejo Rentistas | 1 de noviembre | 20:00 | Nicolás Vignolo  |
| A | Artigas         | 3:1 | Deportivo Colonia | Matías González    | 2 de noviembre | 15:00 | Mathías Espinosa |
| B | Villa Española  | 1:1 | Bella Vista       | Obdulio Varela     | 2 de noviembre | 15:30 | Martín Grecco    |
| B | Basáñez         | 2:0 | Durazno           | Parque Palermo     | 3 de noviembre | 10:05 | Ignacio Donato   |
| A | Villa Teresa    | 4:3 | Frontera Rivera   | Luis Troccoli      | 3 de noviembre | 11:00 | Felipe Vikonis   |
| A | Central Español | 3:1 | Mar de Fondo      | Parque Palermo     | 3 de noviembre | 20:30 | Elías Lorenzo    |

| B | Bella Vista       | 2:0 | Lito            | José Nasazzi           | 9 de noviembre  | 10:00 | Mauricio Roldán  |
| B | Durazno           | 1:2 | Bella Italia    | Jose Pedro Damiani     | 9 de noviembre  | 10:00 | Fernando Ledesma |
| B | Villa Española    | 0:1 | Basáñez         | Obdulio Varela         | 9 de noviembre  | 15:30 | Marcio Sierra    |
| A | Mar de Fondo      | 0:0 | Frontera Rivera | Parque Ancap           | 9 de noviembre  | 16:00 | Alexander Pulido |
| A | Deportivo Colonia | 1:1 | Villa Teresa    | Campus Alberto Suppici | 9 de noviembre  | 16:00 | Federico Río     |
| A | Central Español   | 1:2 | Artigas         | Parque Palermo         | 10 de noviembre | 16:00 | Felipe Vikonis   |

| B | Lito              | 1:1 | Basáñez         | Parque Ancap         | 17 de noviembre | 9:30  | Roberto Corrales |
| B | Durazno           | 1:0 | Villa Española  | Jose Pedro Damiani   | 17 de noviembre | 10:00 | Jonathan de León |
| A | Villa Teresa      | 2:3 | Mar de Fondo    | Luis Tróccoli        | 17 de noviembre | 16:00 | Carlos Garcilazo |
| A | Frontera Rivera   | 0:1 | Artigas         | Jose Pedro Damiani   | 17 de noviembre | 16:00 | Gonzalo Pérez    |
| B | Bella Italia      | 0:0 | Bella Vista     | Atilio Paiva Olivera | 17 de noviembre | 16:00 | Augusto Olmos    |
| A | Deportivo Colonia | 0:2 | Central Español | Parque Prandi        | 17 de noviembre | 16:00 | Javier González  |

### Final Torneo Clausura
Los ganadores del primero y segundo grupo se enfrentaron para determinar al Campeón del Torneo Clausura. El ganador de este partido, enfrentó a Villa Española por el segundo ascenso.
| 26 de diciembre; 16:00 | Bella Vista     | 1:2 (0:0, 0:0) (t. s.) | Central Español                      | Obdulio Varela, Montevideo |                            |
|                        | - A. Pérez 104' | Reporte                | - 93' M. Urrutia - 120' R. Tarragona | Árbitro(s): Adrián Pereira | Árbitro(s): Adrián Pereira |

## Tabla Anual
| Pos. | Equipo            | Pts. | PJ | G  | E | P | GF | GC | Dif. |  |
| ---- | ----------------- | ---- | -- | -- | - | - | -- | -- | ---- |  |
| 1    | Artigas           | 32   | 15 | 11 | 2 | 2 | 33 | 9  | +24  |  |
| 2    | Central Español   | 32   | 15 | 8  | 5 | 2 | 24 | 13 | +11  |  |
| 3    | Bella Vista       | 31   | 15 | 9  | 4 | 2 | 21 | 10 | +11  |  |
| 4    | Durazno           | 29   | 15 | 9  | 2 | 4 | 22 | 11 | +11  |  |
| 5    | Deportivo Colonia | 26   | 15 | 7  | 5 | 3 | 20 | 8  | +12  |  |
| 6    | Frontera Rivera   | 24   | 15 | 7  | 3 | 5 | 26 | 10 | +16  |  |
| 7    | Villa Española    | 24   | 15 | 6  | 6 | 3 | 22 | 11 | +11  |  |
| 8    | Lito              | 24   | 15 | 7  | 3 | 5 | 18 | 12 | +6   |  |
| 9    | Villa Teresa      | 24   | 15 | 6  | 6 | 3 | 21 | 16 | +5   |  |
| 10   | Bella Italia      | 23   | 15 | 6  | 5 | 4 | 21 | 9  | +12  |  |
| 11   | Mar de Fondo      | 21   | 15 | 5  | 6 | 4 | 16 | 12 | +4   |  |
| 12   | Basáñez           | 21   | 15 | 6  | 3 | 6 | 13 | 19 | −6   |  |

Actualizado a los partidos jugados el 18 de Noviembre de 2024.
 Fuente: AUF
Criterios de clasificación: 1) puntos; 2) diferencia de goles; 3) número de goles marcados.
Notas:
1. ↑  La AUF le restó los 3 puntos a Artigas luego de su encuentro ante Central Español por tener a un integrante del CT inhabilitado.
2. ↑  La AUF le adjudicó los 3 puntos a Central Español luego de su encuentro ante Artigas por tener a un integrante del CT inhabilitado.

## Finales y Desempate

### Desempate por la anual
Debido al fallo de AUF a favor de Central Español, donde le otorgaron los tres puntos ante Artigas, tuvieron que disputar un desempate por la Tabla Anual entre estos dos clubes. Quien ganaba este partido, lograba el ascenso a la Segunda División.
| 22 de diciembre; 17:00 | Artigas | 1:0 (1:0) | Central Español | Estadio Ubilla, Melo |  |

- Artigas ganó el partido y logró el Campeonato y el ascenso a la Segunda División.

### Final por el segundo ascenso
En esta instancia se enfrentaron el ganador del Torneo Apertura y el ganador del Torneo Clausura; el ganador logró el segundo ascenso a la Segunda División.
| 30 de diciembre; 16:00 | Villa Española                               | 0:0 (t. s.)(4:5 p.)        | Central Español                                 | Parque Paladino, Montevideo |  |
|                        |                                              | Reporte                    |                                                 |                             |  |
|                        |                                              | Tiros desde el punto penal |                                                 |                             |  |
|                        | Godoy · Correa · Cabrera · Acevedo · Álvarez |                            | Terragona · Mederos · Ponce · Pereya · Villoldo |                             |  |

- Central Español ganó el partido y logró el ascenso a la Segunda División.

## Goleadores
| Jugador            | Club            | Goles |
| ------------------ | --------------- | ----- |
| Luis Caicedo       | Frontera Rivera | 13    |
| Nicolás Leites     | Artigas         | 8     |
| Kevin Rivero       | Artigas         | 7     |
| Lucas Pazos        | Villa Teresa    | 7     |
| Santiago Rodríguez | Basáñez         | 7     |
| Raúl Tarragona     | Central Español | 7     |

## Ascensos a Segunda División
|         |                 |
| Artigas | Central Español |
| Campeón | Subcampeón      |

## Récords
- Primer gol del Torneo Apertura: Néstor Alvarez de  Bella Italia vs.  Bella Vista (22 de junio de 2024)

- Mayor número de goles marcados en un partido: 8 goles (7–1) en el  Lito vs.  Alto Perú (24 de agosto de 2024)

- Mayor victoria local: 7 goles (7–1) en el  Lito vs.  Alto Perú (24 de agosto de 2024)

- Mayor victoria visitante: 6 goles (0–6) en el  Platense vs.  Artigas (3 de agosto de 2024)  (0–6) en el  Parque del Plata vs.  Bella Italia (7 de septiembre de 2024)

- Mayor racha de partidos sin perder: 10  Villa Teresa.

- Mayor racha de partidos sin ganar: 9  Huracán.

- Mayor racha de victorias consecutivas: 6  Deportivo Colonia. [50]

- Mayor racha de derrotas consecutivas: 7  Alto Perú

- Último gol del Torneo Apertura: Agustín Borello de  Central Español vs.  Terremoto (8 de septiembre de 2024)